# Bonamia rosea
Bonamia rosea är en vindeväxtart som först beskrevs av Ferdinand von Mueller, och fick sitt nu gällande namn av Hallier f. Bonamia rosea ingår i släktet Bonamia och familjen vindeväxter. Inga underarter finns listade i Catalogue of Life.